# Służba Celno-Skarbowa
Służba Celno-Skarbowa – umundurowana i uzbrojona służba prawa podatkowego, celnego i hazardowego stanowiąca dział Krajowej Administracji Skarbowej; jest organem ochrony bezpieczeństwa i porządku publicznego, który niekiedy pełni funkcję organu ścigania oraz w zakresie wywiadu skarbowego ma uprawnienia operacyjno-śledcze. Utworzono ją w miejsce Służby Celnej.

## Zadania
Do zadań Służby Celno-Skarbowej należą:
1. kontrola przestrzegania przepisów prawa celnego oraz innych przepisów związanych z wywozem i przywozem towarów,
2. wykonywanie czynności związanych z nadawaniem towarom przeznaczenia celnego,
3. wymiar i pobór należności celnych i innych opłat związanych z przywozem i wywozem towarów,
4. wymiar i pobór podatku od towarów i usług (VAT) z tytułu importu towarów,
5. kontrola, szczególny nadzór podatkowy, wymiar i pobór podatku akcyzowego,
6. pobór opłaty paliwowej,
7. kontrola gier i zakładów wzajemnych,
8. wykonywanie zadań wynikających z ustawy o grach hazardowych z dnia 19 listopada 2009 r., związanych w szczególności z udzielaniem koncesji oraz zezwoleń, zatwierdzaniem regulaminów oraz rejestracją urządzeń,
9. współdziałanie przy realizacji Wspólnej Polityki Rolnej,
10. wykonywanie zadań wynikających z przepisów wspólnotowych regulujących statystykę dotyczącą obrotu towarowego pomiędzy państwami członkowskimi Wspólnoty Europejskiej,
11. rozpoznawanie, zapobieganie i wykrywanie przestępstw skarbowych i wykroczeń skarbowych, przestępstw i wykroczeń związanych z przywozem i wywozem towarów oraz ściganie ich sprawców, w zakresie określonym innymi ustawami,
12. rozpoznawanie, zapobieganie i wykrywanie przestępstw i wykroczeń związanych z naruszeniem przepisów dotyczących ochrony dóbr kultury oraz ochrony własności intelektualnej, a także przestępstw i wykroczeń związanych z wprowadzaniem na polski obszar celny oraz wyprowadzaniem z polskiego obszaru celnego towarów objętych ograniczeniami lub zakazami, w szczególności takich jak: odpady szkodliwe, substancje chemiczne, materiały jądrowe i promieniotwórcze, środki odurzające i substancje psychotropowe oraz broń, amunicja, materiały wybuchowe i technologie objęte kontrolą międzynarodową, organizmy i produkty z nich wytworzone chronione prawem związane CITES
13. kontrola ruchu drogowego,
14. kontrola transportu drogowego,
15. współpraca z organami celnymi innych państw oraz organizacjami międzynarodowymi,
16. współpraca z Szefem Krajowego Centrum Informacji Kryminalnych w zakresie niezbędnym do realizacji jego zadań ustawowych.

## Korpusy i stopnie służbowe
W Służbie Celno-Skarbowej obowiązują korpusy i stopnie:
1. korpus szeregowych Służby Celno-Skarbowej:
  -  aplikant,
  -  starszy aplikant;
2. korpus podoficerów Służby Celno-Skarbowej:
  -  młodszy rewident,
  -  rewident,
  -  starszy rewident,
  -  młodszy rachmistrz,
  -  rachmistrz,
  -  starszy rachmistrz;
3. korpus aspirantów Służby Celno-Skarbowej:
  -  młodszy aspirant,
  -  aspirant,
  -  starszy aspirant;
4. korpus oficerów młodszych Służby Celno-Skarbowej:
  -  podkomisarz,
  -  komisarz,
  -  nadkomisarz;
5. korpus oficerów starszych Służby Celno-Skarbowej:
  -  podinspektor,
  -  młodszy inspektor,
  -  inspektor;
6. korpus generałów Służby Celno-Skarbowej:
  -  nadinspektor,
  -  generał.